# Список министров внутренних дел Итальянской Республики
В настоящем списке представлены министры внутренних дел Итальянской Республики с 1946 года (второе правительство Де Гаспери) до настоящего времени.
| Министр                   | Партия         | Фото                              | Срок полномочий                      | Правительство                        |
| ------------------------- | -------------- | --------------------------------- | ------------------------------------ | ------------------------------------ |
| Альчиде Де Гаспери        | ХДП            |                                   | 14 июля 1946 — 2 февраля 1947        | Правительство Де Гаспери (второе)    |
| Марио Шельба              | ХДП            |                                   | 2 февраля 1947 — 1 июня 1947         | Правительство Де Гаспери (третье)    |
| Марио Шельба              | ХДП            | 1 июня 1947 — 24 мая 1948         | Правительство Де Гаспери (четвёртое) |                                      |
| Марио Шельба              | ХДП            | 24 мая 1948 — 27 января 1950      | Правительство Де Гаспери (пятое)     |                                      |
| Марио Шельба              | ХДП            | 27 января 1950 — 26 июля 1951     | Правительство Де Гаспери (шестое)    |                                      |
| Марио Шельба              | ХДП            | 26 июля 1951 — 16 июля 1953       | Правительство Де Гаспери (седьмое)   |                                      |
| Аминторе Фанфани          | ХДП            |                                   | 16 июля 1953 — 17 августа 1953       | Правительство Де Гаспери (восьмое)   |
| Аминторе Фанфани          | ХДП            | 17 августа 1953 — 18 августа 1954 | Правительство Пеллы                  |                                      |
| Джулио Андреотти          | ХДП            |                                   | 18 января 1954 — 10 февраля 1954     | Правительство Фанфани                |
| Марио Шельба              | ХДП            |                                   | 10 февраля 1954 — 6 июля 1955        | Правительство Шельбы                 |
| Фернандо Тамброни         | ХДП            |                                   | 6 июля 1955 — 15 февраля 1959        | Правительство Сеньи (первое)         |
| Фернандо Тамброни         | ХДП            | 19 мая 1957 — 1 июля 1958         | Правительство Дзоли                  |                                      |
| Фернандо Тамброни         | ХДП            | 1 июля 1958 — 15 февраля 1959     | Правительство Фанфани (второе)       |                                      |
| Антонио Сеньи             | ХДП            |                                   | 15 февраля 1959 — 25 марта 1960      | Правительство Сеньи (второе)         |
| Джузеппе Спатаро          | ХДП            |                                   | 25 марта 1960 — 26 июля 1960         | Правительство Тамброни               |
| Марио Шельба              | ХДП            |                                   | 26 июля 1960 — 21 февраля 1962       | Правительство Фанфани (третье)       |
| Паоло Эмилио Тавиани      | ХДП            |                                   | 21 февраля 1962 — 21 июня 1963       | Правительство Фанфани (четвёртое)    |
| Мариано Румор             | ХДП            |                                   | 21 июня 1963 — 4 декабря 1963        | Правительство Леоне (первое)         |
| Паоло Эмилио Тавиани      | ХДП            |                                   | 4 декабря 1963 — 22 июля 1964        | Правительство Моро (первое)          |
| Паоло Эмилио Тавиани      | ХДП            | 22 июля 1964 — 23 февраля 1966    | Правительство Моро (второе)          |                                      |
| Паоло Эмилио Тавиани      | ХДП            | 23 февраля 1966 — 24 июня 1968    | Правительство Моро (третье)          |                                      |
| Франко Рестиво            | ХДП            |                                   | 24 июня 1968 — 12 декабря 1968       | Правительство Леоне (второе)         |
| Франко Рестиво            | ХДП            | 12 декабря 1968 — 5 августа 1969  | Правительство Румора (первое)        |                                      |
| Франко Рестиво            | ХДП            | 5 августа 1969 — 27 марта 1970    | Правительство Румора (второе)        |                                      |
| Франко Рестиво            | ХДП            | 27 марта 1970 — 6 августа 1970    | Правительство Румора (третье)        |                                      |
| Франко Рестиво            | ХДП            | 6 августа 1970 — 17 февраля 1972  | Правительство Коломбо                |                                      |
| Мариано Румор             | ХДП            |                                   | 17 февраля 1972 — 16 июля 1972       | Правительство Андреотти (первое)     |
| Мариано Румор             | ХДП            | 16 июля 1972 — 7 июля 1973        | Правительство Андреотти (второе)     |                                      |
| Паоло Эмилио Тавиани      | ХДП            |                                   | 7 июля 1973 — 14 марта 1974          | Правительство Румора (четвёртое)     |
| Паоло Эмилио Тавиани      | ХДП            | 14 марта 1974 — 23 ноября 1974    | Правительство Румора (пятое)         |                                      |
| Луиджи Гуи                | ХДП            |                                   | 23 ноября 1974 — 12 февраля 1976     | Правительство Моро (четвёртое)       |
| Франческо Коссига         | ХДП            |                                   | 12 февраля 1976 — 29 июля 1976       | Правительство Моро (пятое)           |
| Франческо Коссига         | ХДП            | 29 июля 1976 — 11 марта 1978      | Правительство Андреотти (третье)     |                                      |
| Франческо Коссига         | ХДП            | 11 марта 1978 — 11 мая 1978       | Правительство Андреотти (четвёртое)  |                                      |
| Вирджинио Роньони         | ХДП            |                                   | Правительство Андреотти (четвёртое)  | 13 июня 1978 — 20 марта 1979         |
| Вирджинио Роньони         | ХДП            | 20 марта 1979 — 4 августа 1979    | Правительство Андреотти (пятое)      |                                      |
| Вирджинио Роньони         | ХДП            | 4 августа 1979 — 4 апреля 1980    | Правительство Коссиги (первое)       |                                      |
| Вирджинио Роньони         | ХДП            | 4 апреля 1980 — 18 октября 1980   | Правительство Коссиги (второе)       |                                      |
| Вирджинио Роньони         | ХДП            | 18 октября 1980 — 28 июня 1981    | Правительство Форлани                |                                      |
| Вирджинио Роньони         | ХДП            | 28 июня 1981 — 23 августа 1982    | Правительство Спадолини (первое)     |                                      |
| Вирджинио Роньони         | ХДП            | 23 августа 1982 — 1 декабря 1982  | Правительство Спадолини (второе)     |                                      |
| Вирджинио Роньони         | ХДП            | 1 декабря 1982 — 13 июля 1983     | Правительство Фанфани (пятое)        |                                      |
| Оскар Луиджи Скальфаро    | ХДП            |                                   | 4 августа 1983 — 1 августа 1986      | Правительство Кракси (первое)        |
| Оскар Луиджи Скальфаро    | ХДП            | 1 августа 1986 — 17 апреля 1987   | Правительство Кракси (второе)        |                                      |
| Оскар Луиджи Скальфаро    | ХДП            | 17 апреля 1987 — 28 июля 1987     | Правительство Фанфани (шестое)       |                                      |
| Аминторе Фанфани          | ХДП            |                                   | 28 июля 1987 — 13 апреля 1988        | Правительство Гориа                  |
| Антонио Гава              | ХДП            |                                   | 13 апреля 1988 — 22 июля 1989        | Правительство Де Миты                |
| Антонио Гава              | ХДП            | 22 июля 1989 — 16 октября 1990    | Правительство Андреотти (шестое)     |                                      |
| Винченцо Скотти           | ХДП            |                                   | Правительство Андреотти (шестое)     | 16 октября 1990 — 12 апреля 1991     |
| Винченцо Скотти           | ХДП            | 12 апреля 1991 — 28 июня 1992     | Правительство Андреотти (седьмое)    |                                      |
| Никола Манчино            | ХДП            |                                   | 28 июня 1992 — 27 апреля 1993        | Правительство Амато (первое)         |
| Никола Манчино            | ХДП            | 28 апреля 1993 — 19 апреля 1994   | Правительство Чампи                  |                                      |
| Роберто Марони            | Лига Севера    |                                   | 10 мая 1994 — 17 января 1995         | Правительство Берлускони (первое)    |
| Антонио Бранкаччо         | Независимый    |                                   | 17 января 1995 — 8 июня 1995         | Правительство Дини                   |
| Джованни Ринальдо Коронас | Независимый    |                                   | 8 июня 1995 — 17 мая 1996            | Правительство Дини                   |
| Джорджо Наполитано        | ДПЛС           |                                   | 17 мая 1996 — 21 октября 1998        | Правительство Проди (первое)         |
| Роза Руссо-Ерволино       | ИНП            |                                   | 21 октября 1998 — 22 декабря 1999    | Правительство Д’Алема (первое)       |
| Энцо Бьянко               | Демократы      |                                   | 22 декабря 1999 — 24 апреля 2000     | Правительство Д’Алема (второе)       |
| Энцо Бьянко               | Демократы      | 25 апреля 2000 — 6 июня 2001      | Правительство Амато (второе)         |                                      |
| Клаудио Скайола           | Вперёд, Италия |                                   | 11 июня 2001 — 3 июля 2002           | Правительство Берлускони (второе)    |
| Джузеппе Пизану           | Вперёд, Италия |                                   | 3 июля 2002 — 23 апреля 2005         | Правительство Берлускони (второе)    |
| Джузеппе Пизану           | Вперёд, Италия | 23 апреля 2005 — 17 мая 2006      | Правительство Берлускони (третье)    |                                      |
| Джулиано Амато            | ДП             |                                   | 17 мая 2006 — 8 мая 2008             | Правительство Проди (второе)         |
| Роберто Марони            | Лига Севера    |                                   | 8 мая 2008 — 16 ноября 2011          | Правительство Берлускони (четвёртое) |
| Аннамария Канчельери      | Независимая    |                                   | 16 ноября 2011 — 28 апреля 2013      | Правительство Монти                  |
| Анджелино Альфано         | НС / НПЦ       |                                   | 28 апреля 2013 — 22 февраля 2014     | Правительство Летта                  |
| Анджелино Альфано         | НС / НПЦ       | 22 февраля 2014 — 12 декабря 2016 | Правительство Ренци                  |                                      |
| Марко Миннити             | ДП             |                                   | 12 декабря 2016 — 1 июня 2018        | Правительство Джентилони             |
| Маттео Сальвини           | Лига Севера    |                                   | 1 июня 2018 — 5 сентября 2019        | Правительство Конте (первое)         |
| Лучана Ламорджезе         | Независимая    |                                   | 5 сентября 2019 — 13 февраля 2021    | Правительство Конте (второе)         |
| Лучана Ламорджезе         | Независимая    | 13 февраля 2021 — 22 октября 2022 | Правительство Драги                  |                                      |
| Маттео Пьянтедози         | Независимый    |                                   | С 22 октября 2022                    | Правительство Мелони                 |